# Höferspitze
Höferspitze är en bergstopp i Österrike.   Den ligger i distriktet Bregenz och förbundslandet Vorarlberg, i den västra delen av landet, 500 km väster om huvudstaden Wien. Toppen på Höferspitze är 2 131 meter över havet, eller 80 meter över den omgivande terrängen. Bredden vid basen är 0,56 km.
Terrängen runt Höferspitze är varierad. Närmaste större samhälle är Mittelberg, 6,8 km nordost om Höferspitze. 
Trakten runt Höferspitze består i huvudsak av gräsmarker. Runt Höferspitze är det ganska tätbefolkat, med 52 invånare per kvadratkilometer.